# 菊池市立戸崎小学校
菊池市立戸崎小学校（きくちしりつ とざきしょうがっこう）は、熊本県菊池市赤星にある公立小学校。

## 沿革
- 1874年（明治7年） - 古耕舎が今小学校となり開校。下赤星に赤星小学校設立
- 1885年（明治18年）7月 - 公立今小学校、公立赤星小学校、公立柑子小学校が統合し公立菊南小学校創立。
- 1892年（明治25年） - 尋常菊南小学校と改称
- 1893年（明治26年）1月 - 戸崎尋常小学校と改称
- 1917年（大正6年）
  - 3月 - 現在地移転
  - 4月 - 戸崎尋常高等小学校と改称
- 1941年（昭和16年）4月 - 戸崎国民学校と改称
- 1947年（昭和22年）4月 - 戸崎村立戸崎小学校と改称
- 1956年（昭和31年）9月1日 - 菊池町立戸崎小学校と改称
- 1958年（昭和33年）8月1日 - 菊池市立戸崎小学校と改称

## クラブ活動
- 運動部

- 文化部

## 学校周辺
- 菊池川
- 国道325号